# Municipio de Sydna
El municipio de Sydna (en inglés: Sydna Township) es un municipio ubicado en el condado de Ransom en el estado estadounidense de Dakota del Norte. En el año 2010 tenía una población de 194 habitantes y una densidad poblacional de 2,06 personas por km².

## Geografía
El municipio de Sydna se encuentra ubicado en las coordenadas 46°19′47″N 97°27′32″O / 46.32972, -97.45889. Según la Oficina del Censo de los Estados Unidos, el municipio tiene una superficie total de 94.1 km², de la cual 94,09 km² corresponden a tierra firme y (0,01 %) 0,01 km² es agua.

## Demografía
Según el censo de 2010, había 194 personas residiendo en el municipio de Sydna. La densidad de población era de 2,06 hab./km². De los 194 habitantes, el municipio de Sydna estaba compuesto por el 100 % blancos. Del total de la población el 0 % eran hispanos o latinos de cualquier raza.